# 1. Frauenfußballclub Turbine Potsdam 71 2017-2018
Questa voce raccoglie le informazioni riguardanti la sezione di calcio femminile del 1. Frauenfußballclub Turbine Potsdam 71 nelle competizioni ufficiali della stagione 2017-2018.

## Maglie e sponsor
|  | Casa | Trasferta |

## Rosa
Rosa, ruoli e numeri di maglia come da sito ufficiale e sito della Federcalcio tedesca (DFB).
| N. |                      | Ruolo | Calciatrice          |
| -- | -------------------- | ----- | -------------------- |
| 1  | Germania (bandiera)  | P     | Lisa Schmitz         |
| 2  | Austria (bandiera)   | D     | Marina Georgieva     |
| 3  | Germania (bandiera)  | D     | Caroline Siems       |
| 4  | Germania (bandiera)  | D     | Johanna Elsig        |
| 5  | Rep. Ceca (bandiera) | C     | Klára Cahynová       |
| 6  | Australia (bandiera) | C     | Elise Kellond-Knight |
| 7  | Germania (bandiera)  | C     | Anna Gasper          |
| 8  | Germania (bandiera)  | D     | Wibke Meister        |
| 9  | Germania (bandiera)  | A     | Svenja Huth          |
| 11 | Germania (bandiera)  | C     | Jennifer Cramer      |
| 13 | Svizzera (bandiera)  | C     | Lia Wälti (capitano) |
| 14 | Svezia (bandiera)    | D     | Amanda Ilestedt      |
| 15 | Germania (bandiera)  | A     | Melissa Kössler      |
| 16 | Svizzera (bandiera)  | A     | Eseosa Aigbogun      |

| N. |                                 | Ruolo | Calciatrice      |
| -- | ------------------------------- | ----- | ---------------- |
| 17 | Germania (bandiera)             | A     | Viktoria Schwalm |
| 18 | Germania (bandiera)             | C     | Gina Chmielinski |
| 19 | Germania (bandiera)             | C     | Felicitas Rauch  |
| 20 | Germania (bandiera)             | D     | Bianca Schmidt   |
| 21 | Germania (bandiera)             | A     | Tabea Kemme      |
| 22 | Germania (bandiera)             | A     | Nina Ehegötz     |
| 23 | Bosnia ed Erzegovina (bandiera) | D     | Lidija Kuliš     |
| 24 | Slovenia (bandiera)             | A     | Lara Prašnikar   |
| 25 | Svizzera (bandiera)             | D     | Rahel Kiwic      |
| 27 | Austria (bandiera)              | C     | Sarah Zadrazil   |
| 30 | Germania (bandiera)             | P     | Vanessa Fischer  |
| 31 | Germania (bandiera)             | P     | Inga Schuldt     |
| 38 | Germania (bandiera)             | A     | Laura Lindner    |

## Calciomercato

### Sessione estiva
| Acquisti | Acquisti        | Acquisti         | Acquisti   |
| R.       | Nome            | da               | Modalità   |
| -------- | --------------- | ---------------- | ---------- |
| D        | Amanda Ilestedt | Rosengård        | definitivo |
| D        | Rahel Kiwic     | MSV Duisburg     | definitivo |
| A        | Nina Ehegötz    | Bayer Leverkusen | definitivo |

| Cessioni | Cessioni      | Cessioni                  | Cessioni   |
| R.       | Nome          | a                         | Modalità   |
| -------- | ------------- | ------------------------- | ---------- |
| C        | Victoria Krug | Wake Forest Demon Deacons | definitivo |

### Sessione invernale
| Acquisti | Acquisti       | Acquisti     | Acquisti |
| R.       | Nome           | da           | Modalità |
| -------- | -------------- | ------------ | -------- |
| C        | Klára Cahynová | Slavia Praga |          |

| Cessioni | Cessioni     | Cessioni | Cessioni    |
| R.       | Nome         | a        | Modalità    |
| -------- | ------------ | -------- | ----------- |
| C        | Lidija Kuliš | Colonia  | in prestito |

## Risultati

### Frauen-Bundesliga

#### Girone di andata
| Arbitro: | Söder (Ingolstadt) |

|                                      |           |            |
| Schmidt 43’ Huth 46’, 86’ Gasper 88’ | Marcatori | 48’ Heinze |

| Arbitro: | Kunkel (Amburgo) |

|  |           |                           |
|  | Marcatori | 59’ (rig.) Kellond-Knight |

| Arbitro: | Diekmann (Dortmund) |

|           |           |           |
| Simon 70’ | Marcatori | 62’ Kemme |

| Arbitro: | Heimann (Gladbeck) |

|          |           |         |
| Rauch 2’ | Marcatori | 67’ Eta |

| Arbitro: | Wozniak (Herne) |

|                               |           |                |
| Schmitz 14’ (aut.) Harder 73’ | Marcatori | 20’, 77’ Kemme |

| Arbitro: | Derlin (Bad Schwartau) |

|          |           |                  |
| Huth 22’ | Marcatori | 30’ Crnogorčević |

| Essen 5 novembre 2017, ore 14:00 CET 7ª giornata | SGS Essen        | 0 – 0 referto | Turbine Potsdam | Stadion Essen (1 051 spett.)\| Arbitro: \| Kunkel (Amburgo) \| |
| Arbitro:                                         | Kunkel (Amburgo) |               |                 |                                                                |

| Arbitro: | Wacker (Lehrensteinsfeld) |

|                           |           |                               |
| Kiwic 53’ Chmielinski 80’ | Marcatori | 8’ (rig.) Behringer 70’ Rolfö |

| Arbitro: | Schwermer (Rieder) |

|  |           |                                                                              |
|  | Marcatori | 4’, 16’, 59’ Schwalm 26’, 43’ Kemme 31’ Zadrazil 48’ (aut.) Kremer 83’ Kiwic |

| Arbitro: | Söder (Ingolstadt) |

|                        |           |  |
| Kiwic 29’ Ilestedt 83’ | Marcatori |  |

| Arbitro: | Wildfeuer (Lubecca) |

|            |           |                               |
| Burger 71’ | Marcatori | 45’ Zadrazil 65’ (rig.) Kiwic |

#### Girone di ritorno
| Arbitro: | Heimann (Gladbeck) |

|  |           |                                                         |
|  | Marcatori | 30’ Schwalm 49’ Kiwic 64’ (rig.), 66’ Elsig 84’ Ehegötz |

| Arbitro: | Derlin (Bad Schwartau) |

|                         |           |  |
| Ehegötz 11’ Schwalm 87’ | Marcatori |  |

| Arbitro: | Appelmann (Alzey) |

|          |           |  |
| Huth 72’ | Marcatori |  |

| Arbitro: | Hussein (Bad Harzburg) |

|             |           |                                                       |
| Goddard 83’ | Marcatori | 31’, 61’ Prašnikar 64’ Zadrazil 88’ Huth 90+3’ Gasper |

| Arbitro: | Kunkel (Amburgo) |

|  |           |                   |
|  | Marcatori | 65’ Graham Hansen |

| Arbitro: | Weigelt (Lipsia) |

|  |           |          |
|  | Marcatori | 51’ Huth |

| Arbitro: | Wildfeuer (Lubecca) |

|          |           |                   |
| Huth 24’ | Marcatori | 46’, 48’ Dallmann |

| Arbitro: | Appelmann (Alzey) |

|                                           |           |  |
| Rolser 7’, 60’, 75’ Maier 77’ Däbritz 88’ | Marcatori |  |

| Arbitro: | Schwermer (Rieder) |

|                                               |           |                     |
| Ilestedt 8’ Elsig 29’ Rauch 67’ Prašnikar 90’ | Marcatori | 62’ Hearn 70’ Kuliš |

| Arbitro: | Diekmann (Dortmund) |

|  |           |                                     |
|  | Marcatori | 37’ Huth 63’, 71’ Meister 77’ Rauch |

| Arbitro: | Duske (Leverkusen) |

|                                          |           |             |
| Rauch 30’ (rig.) Kiwic 81’ Prašnikar 82’ | Marcatori | 3’ Aschauer |

### DFB-Pokal
| Arbitro: | Diekmann (Dortmund) |

|  |           |                                                                     |
|  | Marcatori | 22’ Kiwic 27’ Gasper 43’ Kemme 50’ Schmidt 54’ Aigbogun 78’ Ehegötz |

| Arbitro: | Heidenreich (Bad Schwartau) |

|                |           |                |
| Grünheid 90+2’ | Marcatori | 17’, 71’ Kiwic |

| Arbitro: | Söder (Ingolstadt) |

|  |           |                    |
|  | Marcatori | 21’ Elsig 35’ Huth |

| Arbitro: | Marina Wozniak (Herne) |

|                        |           |           |
| Maier Wenninger Rolser | Marcatori | Prašnikar |

## Statistiche

### Statistiche di squadra
| Competizione         | Punti | In casa | In casa | In casa | In casa | In casa | In casa | In trasferta | In trasferta | In trasferta | In trasferta | In trasferta | In trasferta | Totale | Totale | Totale | Totale | Totale | Totale | DR  |
| Competizione         | Punti | G       | V       | N       | P       | Gf      | Gs      | G            | V            | N            | P            | Gf           | Gs           | G      | V      | N      | P      | Gf     | Gs     | DR  |
| -------------------- | ----- | ------- | ------- | ------- | ------- | ------- | ------- | ------------ | ------------ | ------------ | ------------ | ------------ | ------------ | ------ | ------ | ------ | ------ | ------ | ------ | --- |
| Frauen Bundesliga    | 45    | 11      | 6       | 3       | 2       | 21      | 11      | 11           | 7            | 3            | 1            | 29           | 10           | 22     | 13     | 6      | 3      | 50     | 21     | +29 |
| DFB-Pokal der Frauen | -     | -       | -       | -       | -       | -       | -       | 4            | 3            | 0            | 1            | 11           | 4            | 4      | 3      | 0      | 1      | 11     | 4      | +7  |
| Totale               | -     | 11      | 6       | 3       | 2       | 21      | 11      | 15           | 10           | 3            | 2            | 40           | 14           | 26     | 16     | 6      | 4      | 61     | 25     | +36 |

### Andamento in campionato
| Giornata  | 1 | 2 | 3 | 4 | 5 | 6 | 7 | 8 | 9 | 10 | 11 | 12 | 13 | 14 | 15 | 16 | 17 | 18 | 19 | 20 | 21 | 22 |
| --------- | - | - | - | - | - | - | - | - | - | -- | -- | -- | -- | -- | -- | -- | -- | -- | -- | -- | -- | -- |
| Luogo     | C | T | T | C | T | C | T | C | T | C  | T  | T  | C  | C  | T  | C  | T  | C  | T  | C  | T  | C  |
| Risultato | V | V | N | N | N | N | N | N | V | V  | V  | V  | V  | V  | V  | P  | V  | P  | P  | V  | V  | V  |
| Posizione | 2 | 2 | 2 | 5 | 6 | 6 | 6 | 6 | 5 | 5  | 4  | 4  | 4  | 3  | 3  | 4  | 4  | 4  | 4  | 4  | 4  | 4  |

Legenda:

Luogo: C = Casa; T = Trasferta. Risultato: V = Vittoria; N = Pareggio; P = Sconfitta.

### Statistiche delle giocatrici
| Giocatore        | Frauen-Bundesliga | Frauen-Bundesliga | Frauen-Bundesliga | Frauen-Bundesliga | DFB-Pokal der Frauen | DFB-Pokal der Frauen | DFB-Pokal der Frauen | DFB-Pokal der Frauen | Totale   | Totale | Totale      | Totale     |
| Giocatore        | Presenze          | Reti              | Ammonizioni       | Espulsioni        | Presenze             | Reti                 | Ammonizioni          | Espulsioni           | Presenze | Reti   | Ammonizioni | Espulsioni |
| ---------------- | ----------------- | ----------------- | ----------------- | ----------------- | -------------------- | -------------------- | -------------------- | -------------------- | -------- | ------ | ----------- | ---------- |
| K. Cahynová      | 7                 | 0                 | 0                 | 0                 | 1                    | 0                    | 0                    | 0                    | 8        | 0      | 0           | 0          |
| G-M. Chmielinski | 11                | 1                 | 1                 | 0                 | 3                    | 0                    | 1                    | 0                    | 14       | 1      | 2           | 0          |
| J. Cramer        | 5                 | 0                 | 2                 | 0                 | 0                    | 0                    | 0                    | 0                    | 5        | 0      | 2           | 0          |
| J. Elsig         | 20                | 3                 | 3                 | 0                 | 3                    | 1                    | 1                    | 0                    | 23       | 4      | 4           | 0          |
| V. Fischer       | 1                 | 0                 | 0                 | 0                 | 0                    | 0                    | 0                    | 0                    | 1        | 0      | 0           | 0          |
| M. Georgieva     | -                 | -                 | -                 | -                 | 1                    | 0                    | 0                    | 0                    | 1        | 0      | 0           | 0          |
| A. Ilestedt      | 22                | 2                 | 2                 | 0                 | 3                    | 0                    | 0                    | 0                    | 25       | 2      | 2           | 0          |
| T. Kemme         | 12                | 5                 | 2                 | 0                 | 2                    | 1                    | 0                    | 0                    | 14       | 6      | 2           | 0          |
| R. Kiwic         | 16                | 6                 | 5                 | 0                 | 4                    | 3                    | 0                    | 0                    | 20       | 9      | 5           | 0          |
| M. Kössler       | 3                 | 0                 | 0                 | 0                 | 1                    | 0                    | 0                    | 0                    | 4        | 0      | 0           | 0          |
| W. Meister       | 6                 | 2                 | 0                 | 0                 | 1                    | 0                    | 0                    | 0                    | 7        | 2      | 0           | 0          |
| F. Rauch         | 20                | 4                 | 2                 | 0                 | 1                    | 0                    | 0                    | 0                    | 21       | 4      | 2           | 0          |
| B. Schmidt       | 12                | 1                 | 1                 | 0                 | 3                    | 1                    | 0                    | 0                    | 15       | 2      | 1           | 0          |
| L. Schmitz       | 21                | -21               | 0                 | 0                 | 4                    | -4                   | 0                    | 0                    | 25       | -25    | 0           | 0          |
| I. Schuldt       | -                 | -                 | -                 | -                 | 0                    | 0                    | 0                    | 0                    | 0        | 0      | 0           | 0          |
| C. Siems         | 7                 | 0                 | 1                 | 0                 | 1                    | 0                    | 0                    | 0                    | 8        | 0      | 1           | 0          |